# 7273 Garyhuss
A 7273 Garyhuss (ideiglenes jelöléssel 1981 EK4) a Naprendszer kisbolygóövében található aszteroida. Schelte J. Bus fedezte fel 1981. március 2-án.